# Joseph Martin-Dauch
Joseph Martin-Dauch (Castellnou de Arri, 26 de mayo de 1741 - Castellnou de Arri, 5 de julio de 1801) fue uno de los diputados de los estados generales de 1789, que el 20 de junio de 1789, estuvieron presentes en el Juramento del Jeu de Paume y el único que rechazó hacer el juramento. Después de la disolución de los estados generales, Martin-Dauch se retiró a Toulouse. Fue encarcelado durante el reinado de El Terror y no fue guillotinado por los revolucionarios al darles un nombre ficticio de identidad. [cita requerida]